# 오연준
오연준 (2006년 9월 7일 ~ )은 대한민국의 가수이다. 2018년 평창 동계 올림픽 폐막식에서 올림픽 찬가(영상), 2018년 4월 남북정상회담 만찬에서 고향의 봄과 바람이 불어오는 곳을 부르고 이 밖에 굵직한 국제 행사에 참여하고 뛰어난 곡 해석력과 더불어 아름다운 음색으로 큰 사랑을 받고 있다.

## 음반 목록
위키드
- "바다아이" (2016, 위키드 예선)

- "바람의 빛깔" (2016, 위키드 Part 1)
- "바람의 멜로디" (2016, 위키드 Part 4)
- "고향의 봄" (2016, 위키드 Part 5)
- "A Whole New World[깨진 링크(과거 내용 찾기)]"

싱글
- "제주도의 푸른 밤" (2017)
- "바람이 불어오는 곳" (2018)
- "Amazing Grace" (2018)
- "Good Night" (2018)

#### 정규 앨범 12 (2017)
- 강생이
- 바람의 빛깔
- 그 빛은 우리의 마음
- I will be there
- 제주도의 푸른밤
- 풍경
- 섬집 아기
- 고향의 봄
- 모두 모두 사랑해
- 엄마의 무릎베개
- 쉼이 필요해
- Annie Laurie
- Nearer still Nearer

#### 크리스마스 앨범 Joony Sings The Christmas (2017)
- Santa claus is coming to town
- I`ll Be Home For Christmas
- The christmas song
- Jingle bells

#### 너에게 줄게
- 너에게 줄게
- 바람이 불어오는 곳
- GOOD NIGHT
- 다시 볼 수 있다면
- 가을 밤
- The Way I Am
- 모험을 시작해
- Amazing Grace

#### OST
- "가을밤" (2017, 부암동 복수자들 OST Part 2)
- "다시 볼 수 있다면" (2018, 왕이 된 남자 OST Part 1)

.

## 출연작

### 텔레비전 프로그램
- 《위키드》 (2016) - 참가자

- 불후의 명곡 (2017) 양파와 바다아이.제주도의 푸른밤
- 2018 평창동계올림픽 폐막식 (2018) 올림픽 찬가

- 유희열의 스케치북 (2018년 6월 8일) 400회 특집으로 아이유와 밤편지

- 유희열의 스케치북 (2018년 12월 22일) 424회 크리스마스 특집으로 The Christmas Song

- 다시 쓰는 차트쇼 ; 지금 1위는? (2019년 2월 5일) 2부 진행중 고 신해철의 내 마음깊은 곳의 너로 특별출연

## 학력
- 신광초등학교 (졸업)
- 제주중앙중학교 (졸업)
- 제주남녕고등학교 (중퇴)